# 佐世保弘乳舎
株式会社佐世保弘乳舎（させぼこうにゅうしゃ）は、かつて長崎県佐世保市に本社を置く食料品の製造加工と卸売・小売販売を主な事業とした企業である。

## 概要
1968年（昭和43年）に会社が設立された。事業の主力となっていたのは平戸牛等の長崎県産牛の食肉加工と卸売であり、傘下に肥育牧場を有して肥育から処理、加工、販売に至るまで一貫して行える体制を作っていた企業であった。
また、乳製品の加工も行っており、オリジナルブランドのアイスクリームとして「バンビーノアイス」を製造・販売している企業であった。
関連事業として、佐世保市内でステーキ店とレストランを経営しているほか、UCC上島珈琲佐世保営業所を兼ねる珈琲部において自家焙煎コーヒーの加工販売を行っていた。

## 倒産
2014年（平成26年）12月15日に長崎地方裁判所佐世保支部より破産手続開始の決定を受けて倒産した。2016年（平成28年）1月12日に法人格が消滅した。